# Eucaliptus (gemeente)
Eucaliptus is een gemeente (municipio) in de Boliviaanse provincie Tomas Barrón in het departement Oruro. De gemeente telt naar schatting 5.073 inwoners (2018). De hoofdplaats is Eucaliptus.